# Betalingsverkeer
Onder betalingsverkeer wordt verstaan de organisatie van de betalingen. Een betaling houdt in: het leveren van een overeengekomen prijs voor geleverde goederen of diensten.
In de verre geschiedenis vonden betalingen plaats in de vorm van ruilhandel. Het ruilen op de markt werd op een gegeven moment vervangen door het ruilen van goederen tegen een universeel betaalmiddel, namelijk geld. Dat geld werd bewaard en gegarandeerd door een speciaal daarvoor opgerichte instelling, de bank.
In de loop van de 20e eeuw is het gebruik van contant geld deels verdrongen door het girale betalingsverkeer. Vrijwel niemand krijgt zijn loon nog contant uitbetaald, alles verloopt via de bank. Al deze girale betalingen samen vormen het “betalingsverkeer”. Voor het binnenlands betalingsverkeer in Nederland geldt uitsluitend de Nederlandse wetgeving, net zoals voor het Belgische binnenlandse betalingsverkeer de Belgische wetgeving geldt. Het binnenlands betalingsverkeer is redelijk eenvoudig van opzet
Internationale betalingen zitten ingewikkelder in elkaar, er kunnen verschillende valuta in het spel zijn en in elk geval zijn er verschillende wetgevers die ieder een deel van de betaling gereguleerd hebben. 
Voor grensoverschrijdend betalingsverkeer wordt bij voorkeur de IBAN, International Bank Account Number, en Swiftadres of BIC, Bank Identifier Code, gebruikt. 
De totstandkoming van de Single Euro Payments Area (SEPA) wordt een belangrijke stap voor de vorming een geïntegreerde Europese betaalmarkt, als logisch en noodzakelijk onderdeel van de monetaire unie en de interne markt. Nu is de betaalmarkt in Europa met haar vele (vooral nationale) systemen en producten nog sterk gefragmenteerd. Mede daardoor functioneert hij in de ogen van de Europese Commissie en het Europees Stelsel van Centrale Banken nog onvoldoende voor het betalingsverkeer van consumenten en bedrijven in Europa. Het doel van SEPA is om in Europa één ‘betaalruimte’ creëren waarin eurobetalingen overal op vergelijkbare wijze kunnen worden verricht, zowel binnenlands als grensoverschrijdend. De komst van SEPA zal de inrichting van de Nederlandse betaalmarkt steeds meer beïnvloeden.
In 2002 is in Nederland het Maatschappelijk Overleg Betalingsverkeer (MOB) ingesteld ter bevordering van de maatschappelijke efficiëntie in het Nederlandse retailbetalingsverkeer. Het MOB is breed samengesteld uit instanties die aanbieders en gebruikers van het betalingsverkeer vertegenwoordigen, zoals de koepelorganisaties van winkeliers, banken, consumenten en organisaties van mensen met een functiebeperking.